# Škoda ForCity
Škoda ForCity — торгова назва, яка використовується компанією Škoda Transportation для таких типів трамваїв:
- ForCity Alfa — повністю низькопідлогові трамваї з колесами, з'єднаними осями
  - Škoda 15T (для Праги та Риги; оригінальний носій назви ForCity)
- ForCity Classic — повністю низькопідлогові трамваї з фіксованим шасі
  - Škoda 18T (для Ескішехір)[1]
  - Škoda 26T (для Мішкольца[en])[2]
  - Škoda 28T (для Коньї)[3]
  - Škoda 35T (для Хемніца[en])[4]
- ForCity Plus — частково низькопідлогові трамваї з комбінацією поворотного та фіксованого шасі
  - Škoda 29T (для Братислави)
  - Škoda 30T (для Братислави)
  - Škoda 46T (для Франкфурта-на-Одері[en])[5]
  - Škoda 47T (для Котбуса)[6]
  - Škoda 48T (для Брандербурга)
  - Škoda 52T (для Праги)
- ForCity Smart — повністю низькопідлогові трамваї з поворотним шасі
  - Škoda Artic (для Гельсінкі, Тампере та Шенайхе та Рюдерсдорфа[7])
  - Škoda 36T (для Rhein-Neckar-Verkehr[en] (RNV))
  - Škoda 37T (для RNV)
  - Škoda 38T (для RNV)
  - Škoda 39T (для Острави[en])[8]
  - Škoda 40T (для Пльзень[en])[9]
  - Škoda 41T (для Бонна)[10]
  - Škoda 45T (для Брно)[11]